# Булавайо
Булава́йо (англ. Bulawayo) — второй по величине город Зимбабве после столицы Хараре. Имеет статус провинции. В дореволюционных источниках иногда использовалось название Губулувайо.

## История
Город Булава́йо был основан англичанами в 1893 году по занятии ими Матебеле, близ резиденции туземного владельца Ло-Бенгула.

## География
Расположен на юго-западе центральной части Зимбабве, в 439 км к юго-западу от столицы страны, города Хараре. Административный центр одноимённой провинции. Абсолютная высота — 1351 метр над уровнем моря

## Климат
| Показатель                    | Янв.  | Фев.  | Март | Апр. | Май  | Июнь | Июль | Авг. | Сен. | Окт. | Нояб. | Дек.  | Год   |
| ----------------------------- | ----- | ----- | ---- | ---- | ---- | ---- | ---- | ---- | ---- | ---- | ----- | ----- | ----- |
| Средний суточный максимум, °C | 28,2  | 27,5  | 27,3 | 25,8 | 23,8 | 21,5 | 21,5 | 24,3 | 27,9 | 29,1 | 28,7  | 27,8  | 26,2  |
| Средняя температура, °C       | 21,8  | 21,2  | 20,6 | 18,7 | 16,0 | 13,7 | 13,8 | 16,4 | 19,9 | 21,6 | 21,7  | 21,4  | 19,5  |
| Средний суточный минимум, °C  | 16,5  | 16,2  | 15,3 | 13,0 | 9,7  | 7,3  | 7,2  | 9,2  | 12,3 | 14,8 | 15,8  | 16,2  | 12,8  |
| Норма осадков, мм             | 117,8 | 104,6 | 51,5 | 33,3 | 7,0  | 2,2  | 1,0  | 1,4  | 7,0  | 38,5 | 91,1  | 120,3 | 575,7 |
| Источник:                     |       |       |      |      |      |      |      |      |      |      |       |       |       |

## Население

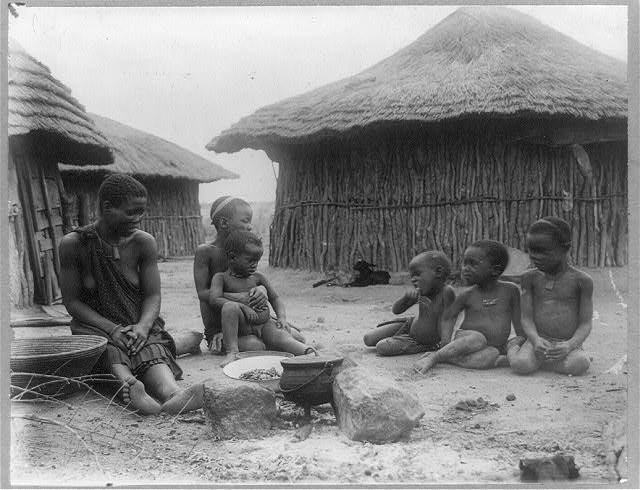
Булавайо в начале XX века

По данным ООН, на 2012 год численность населения составляет 653 337 человек.
Динамика численности населения города по годам:
| год  | общая численность | мужчины | женщины |
| ---- | ----------------- | ------- | ------- |
| 1992 | 621 742           | 309 864 | 311 878 |
| 2002 | 676 650           | 323 550 | 353 100 |
| 2012 | 653 337           | 303 346 | 349 991 |

## Известные уроженцы и жители
- Макколл Смит, Александр (р. 1948) — писатель.
- Муджати, Брайан (р. 1984) — регбист.
- Шарлен (р. 1978) — княгиня Монако.
- Джон Лав (1924—2005) — автогонщик.
- Ле Ру, Пол (р. 1972) — специалист в области информатики, наркоторговец.
- Битс, Тинкер — участник летних Олимпийских игр 1964 года.

## Транспорт
Булавайо — крупный железнодорожный узел.
Через город проходит трансафриканское Шоссе Каир-Кейптаун и несколько региональных автомобильных дорог.
В пригороде расположился международный аэропорт имени Джошуа Мкабуко Нкомо.

## Города-побратимы
- Абердин, Великобритания (с 1986 года)
- Дурбан, ЮАР
- Полокване, ЮАР